# Guy Avanzini
Guy Avanzini, né le 6 juillet 1929 dans le 6e arrondissement de Lyon et mort le 18 octobre 2022 à Aix-les-Bains,, est professeur émérite du département de Sciences de l'éducation à l'université Lyon II dont il est un fondateur. Président honoraire de la Société Alfred Binet et Théodore Simon, il est spécialiste de l'histoire des idées pédagogiques et de la philosophie de l'éducation. 

## Ouvrages
- Le temps de l'adolescence. Éditions universitaires, 1965
- L'Échec scolaire. Éditions Universitaires, 1967
- La Contribution de Binet à l'élaboration d'une pédagogie scientifique. Vrin, 1969
- Immobilisme et novation dans l'éducation scolaire. Privat, 1975
- La Pédagogie au xxe siècle. Privat, 1978
- Histoire de la pédagogie du 17e siècle à nos jours. Privat, 1981 - Prix Roland de Jouvenel de l’Académie française en 1982
- L'école d'hier à demain: des illusions d'une politique à la politique des illusions. Erès, 1991
- Introduction aux sciences de l'éducation. Privat, 1992
- La pédagogie aujourd'hui. Dunod, 1996
- Alfred Binet. Presses universitaires de France, 1999
- Penser la philosophie de l'éducation (avec Alain Mougniotte), Chronique sociale éditions, 2012
- La pensée d'Antoine de la Garanderie - Lecture plurielle de Guy Avanzini, Guy Le Bouëdec, Thierry de la Garanderie et Jean-Yves Levesque, Chronique sociale éditions, 2013
- Intuitions pédagogiques de Don Bosco. Chronique sociale éditions, 2016